# Križovljan Radovečki
Križanče falu Horvátországban, Varasd megyében. Közigazgatásilag Cesticához tartozik.

## Fekvése
Varasdtól 17 km-re északnyugatra, Cestica közvetlen déli szomszédságában a Zagorje hegyeinek északi peremén, a Dráva jobb partján fekszik.

## Története
A falu várkastélyának elődje, melyet még fából építettek 1552-ben már állt. Maruševec urainak a Vragovics családnak a tulajdona volt. A mai várkastélyt a 17. században építették. Később a laki Bakics, majd a Pászthory család tulajdona lett, akik emeletet építtettek rá. Pászthory Erzsébettel kötött házasság révén jutott utolsó birtokosa, a Várady család tulajdonába. A várkastély 1949-ben egy tűzvészben égett ki és mivel nem hozták rendbe fokozatosan pusztul.
A falunak 1857-ben 249, 1910-ben 288 lakosa volt. 1920-ig Varasd vármegye Varasdi járásához tartozott. 2001-ben  a falunak 319 lakosa volt.

## Népessége
| Lakosság változása | Lakosság változása | Lakosság változása | Lakosság változása | Lakosság változása | Lakosság változása | Lakosság változása | Lakosság változása | Lakosság változása | Lakosság változása | Lakosság változása | Lakosság változása | Lakosság változása | Lakosság változása | Lakosság változása | Lakosság változása |
| ------------------ | ------------------ | ------------------ | ------------------ | ------------------ | ------------------ | ------------------ | ------------------ | ------------------ | ------------------ | ------------------ | ------------------ | ------------------ | ------------------ | ------------------ | ------------------ |
| 1857               | 1869               | 1880               | 1890               | 1900               | 1910               | 1921               | 1931               | 1948               | 1953               | 1961               | 1971               | 1981               | 1991               | 2001               | 2011               |
| 249                | 232                | 213                | 249                | 259                | 288                | 345                | 415                | 365                | 340                | 335                | 383                | 304                | 300                | 319                | 253                |

## Nevezetességei
Križovljan várkastélya romos állapotú, teljesen üres. A Drávától alig 500 méterre áll. A kastély magját, egy négyzetes, toronyszerű épület adja. A  várkastély magjában egy felvonóhíd, valamint épületet egykor övező árok maradványai láthatók.

## Külső hivatkozások
- A község hivatalos oldala
- Križoljan várkastélya, kép és alaprajz
- A Zagorje várai
- Az Ivanscsica-hegység várai
- Kastélyok Horvátországban Archiválva 2007. július 13-i dátummal a Wayback Machine-ben